# راباسنت‌میکلوش
راباسنت‌میکلوش (به مجاری:  Rábaszentmiklós) یک شهرداری در مجارستان است که در ناحیه تت واقع شده‌است. راباسنت‌میکلوش ۵٫۰۱ کیلومتر مربع مساحت و ۱۲۹ نفر جمعیت دارد.